# Патера, Адольф (филолог)
Адольф Патера (чеш. Adolf Patera, в русских источниках Адольф Осипович Патера; 27 июля 1836, Гудлице (ныне район Бероун) — 9 декабря 1912, Прага) — чешский филолог. Иностранный член-корреспондент Санкт-Петербургской академии наук (1877).
Окончил Карлов университет со специализацией в области славянской филологии. С 1861 г. работал в библиотеке Чешского музея в Праге, в 1893—1904 гг. в качестве её директора (затем на пенсии). Специалист по средневековой чешской литературе, опубликовал ряд статей о ней, подготовил в 1880—1890-х гг. научные публикации средневековых чешских литературных памятников. Опубликовал сборники переписки Яна Амоса Коменского (1891) и Йозефа Добровского (1895).
Наиболее известен трудом «Чешские глоссы в Mater Verborum» (чеш. České glosy v „Mater verborum“; 1877, русский перевод с комментариями И. И. Срезневского, 1878), разоблачившим подложность чешских глосс в средневековом манускрипте Mater Verborum.
По мнению современного исследователя,

А. Патера обладал огромными сведениями по части памятников, хранящихся в архивах и библиотеках Чехии, Моравии, Силезии, Верхней и Нижней Австрии, Венгрии, Саксонии, Пруссии. Обширная начитанность в рукописях, глубокое понимание чешского языка и литературы в
древнейшую пору их развития, превосходное знание средневековой палеографии сочеталось у него с любовью к чешской старине, с необычайной тщательностью в работе и с удивительным чутьем к разысканию памятников в самых сокровенных, мало кому доступных тайниках. Открытые им памятники он издавал, критически оценивая и объясняя многие важнейшие произведения древнечешской литературы.

Энциклопедия Брокгауза и Ефрона отмечала, что, «отлично зная русский язык, Патера всегда оказывает большое содействие русским ученым, посещающим Прагу».